# Corrent circumpolar antàrtic

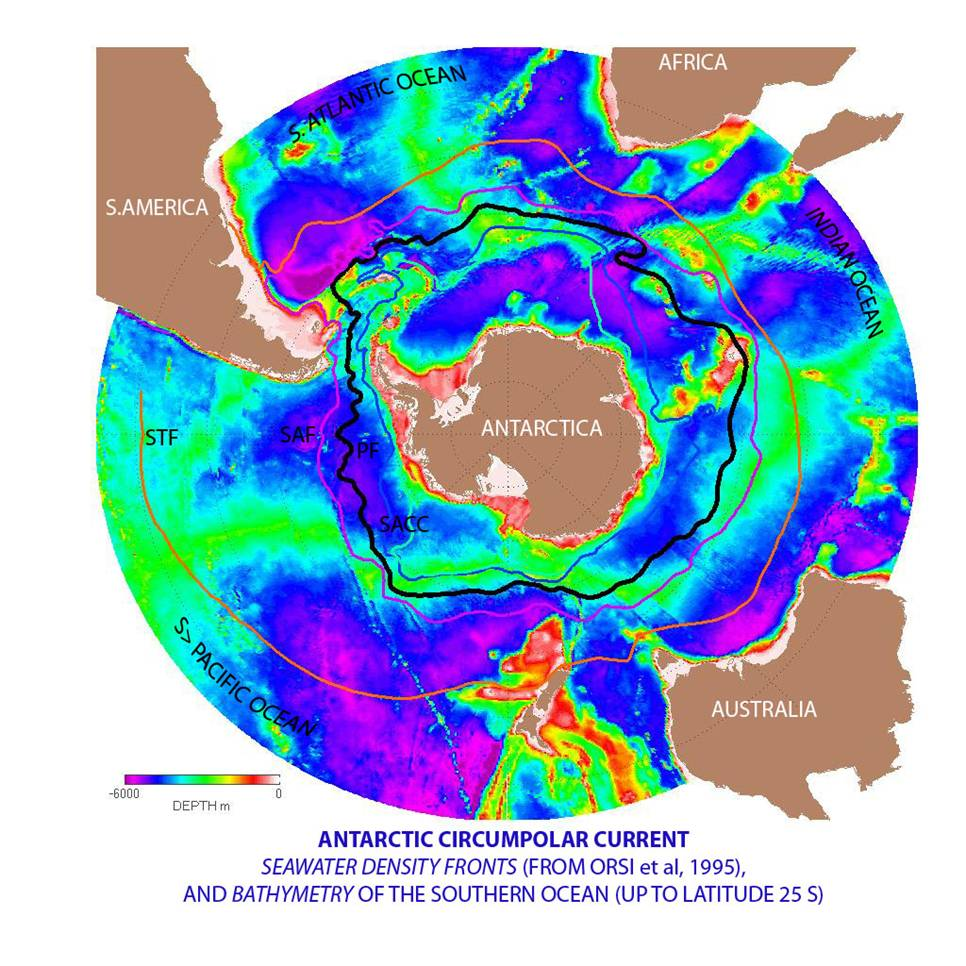
El Corrent Circumpolar Antàrtic és el sistema actual més fort en els oceans del món i l'únic corrent oceànic que connecta els principals oceans: l'Atlàntic, Índic i Pacífic. A la imatge hi apareixen fronts de densitat d'aigua que determinen el trajecte dels corrents.
Significat de les línies, de major a menor latitud sud:
SACC = Southern Antarctic Circumpolar Current Front (línia blava)
PF = Polar Front (línia negra)
SAF = Subantarctic Front (línia rosa)
STF = Subtropical Front (línia taronja)
Es pot imaginar que les línies SACC i STF són els límits del Corrent Circumpolar, el SACC el més proper al continent antàrtic i el STF el més llunyà, és a dir, fins on arriben les aigües fredes que enllacen amb altres corrents adreçats cap al nord.

El corrent circumpolar antàrtic (CCA) és el corrent principal de l'oceà Antàrtic i l'únic que dona la volta al món sencer.
El corrent envolta completament l'Antàrtida i flueix en direcció est, travessant les parts meridionals de l'oceà Atlàntic, el Pacífic i l'Índic. El CCA també s'anomena Deriva dels Vents de l'Oest.
Fou observada per primer cop el 1699-1700 per l'astrònom britànic Edmond Halley mentre explorava la regió a bord de la nau HMS Paramore. Posteriorment fou descrita als diaris de bord d'altres exploradors cèlebres com James Cook (1772-1775), Thaddeus Bellinghausen (1819-1821) i James Clark Ross (1839-1843).
El CCA és la circulació dominant i característica de l'Oceà del Sud i té un transport mitjà estimat en 100-150 Sverdrups (Sv, milions de m³ / s), o potser encara més elevat, convertint-lo en el corrent oceànic més gran. El corrent és circumpolar degut a la manca de terra que connecta amb l'Antàrtida amb altres continents. Aquest corrent fred manté les aigües càlides de l'oceà lluny de l'Antàrtida, permetent que aquest continent mantingui la seva gran capa de gel.
Malgrat el seu flux relativament lent, és el corrent que mou la major massa d'aigua del planeta, té una profunditat d'entre dos i quatre mil metres.

## Origen
El CCA es va formar vora la fita entre els períodes Eocè-Oligocè, quan l'Antàrtida i Sud-amèrica finalment es van separar per formar el Pas de Drake fa uns 34-30 milions d'anys. En aquest moment l'Antàrtida va quedar aïllada de les aigües més càlides i es refredà. Les glaceres van començar a lliscar sobre el continent que anteriorment estava cobert per boscos.
El CCA està molt relacionat amb els vents permanents de l'oest, que empenyen les aigües circulant permanentment en aquest sentit (est-oest). Per això també el corrent rep el nom de Deriva dels Vents de l'Oest. Estudis de satèl·lits han correlacionat positivament increments en els vents de l'oest amb increments del cabal del CCA.

Corrents de llarg abast, cèl·lules de circulació i diferents tipus de massa d'aigua que conflueixen a l'interior de l'Oceà Antàrtic.

## Convergència Antàrtica (CA)
La CA és una línia que envolta l'Antàrtida on les aigües fredes de l'oceà Antàrtic que flueixen cap al nord s'enfonsen sota les aigües relativament tèbies de la zona subantàrtica. La línia és actualment una zona d'aproximadament 32-48 km d'amplada, que s'endinsa cap al nord en algunes regions més que en altres, en direcció dels oceans Pacífic, Atlàntic i Índic, cap als 55° de latitud sud, entre els paral·lels 48° i 61° de latitud sud. S'estén per la banda nord del corrent Circumpolar, que separa les aigües fredes antàrtiques de les més temperades pròpies de latituds mitjanes.